# Hermarkhosz

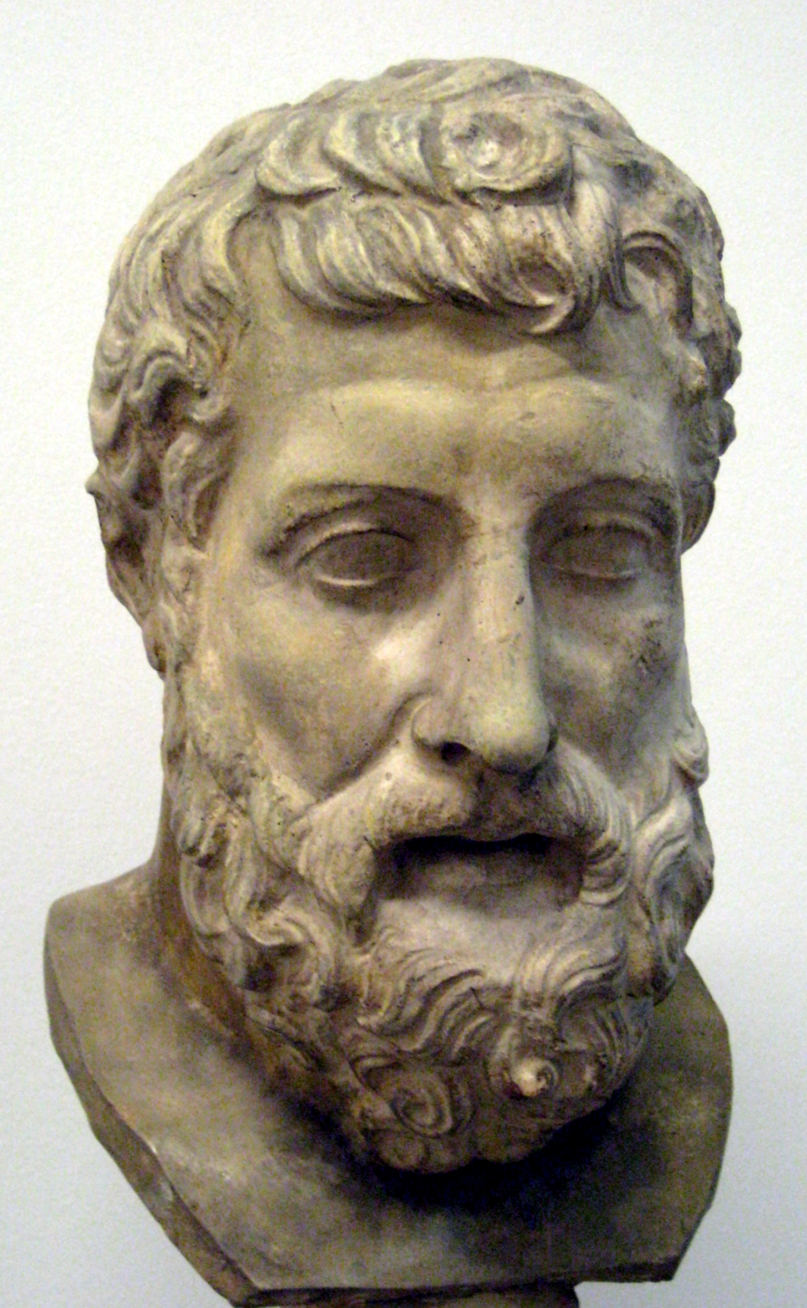
Hermarkhosz

Hermarkhosz (i. e. 4. század vége – i. e. 3. század eleje) görög filozófus.
Szegény mütilénéi családban született, apja Agemortosz volt. Szülővárosában, Mütilénében folytatott retorikai tanulmányokat, majd a városba szintén tanítani érkező, vele körülbelül egyidős Epikurosz tanítványa lett. Barátság alakult ki kettejük között, s Hermarkhosz mesterével tartott Lampszakoszba, majd Athénba is, ahol három évtizeden keresztül segítette Epikurosz munkáját. Seneca tanúsága szerint Epikurosz nem volt meggyőződve fiatal tanítványa eredeti szellemiségéről, s legkedvesebb famulusának Métrodóroszt tartotta. Ezzel szemben Métrodórosz halálát követően Epikurosz mégis Hermarkhoszra bízta athéni iskolája vezetését és baráti köre mentorálását, ami arról vall, hogy szellemisége továbbvitelére őt találta a legalkalmasabbnak.
Hermarkhosz munkássága csak a fennmaradt műcímeken keresztül ismerhető. Ezekből kiindulva valószínűsíthető, hogy epikureus gondolatiságú írásaiban a legnagyobb filozófusok, elsősorban Platón és Arisztotelész tanaival szállt vitába.

## Ajánlott források
- Diogenes Laërtius, circa 230 CE; ford. C.D. Yonge (1812 - 1891): The Lives and Opinions of Eminent Philosophers[halott link]